# Olbersdorfer See
Olbersdorfer See je jezero v Německu, ve spolkové zemi Sasko, v jihovýchodní části zemského okresu Zhořelec na území obce Olbersdorf v bezprostředním sousedství města Žitavy, poblíž hranic s Českou republikou, v podhůří Žitavských hor.

## Další informace
Je to zatopený hnědouhelný důl. Vodní plocha má rozlohu 60 ha a je největší v okolí Žitavy. Celý areál má rozlohu 130 ha. Jezero je 40 m hluboké a má obsah vody 6 miliónů m³. Leží v nadmořské výšce 236,5 m. U jezera jsou vytvořeny písečná pláž, převlékárny, dětské prolézačky, půjčovna kol, parkoviště. Byla zde utvořena naučná stezka, podávající informace o okolní krajině. V okolí je mnoho pěších stezek i vyznačených cyklotras.

## Vodní režim
Jezero je napájené potokem Grundbach, který se vlévá do Mandavy, a ta se vlévá do Lužické Nisy.